# Telnet

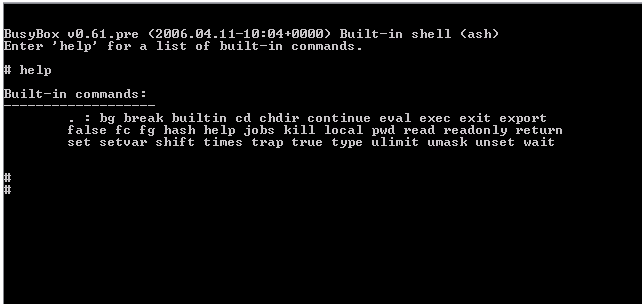
ルータからMicrosoft Telnetクライアントで実行されるBusyBox。

Telnet（テルネット、Telecommunications Network）とは、IPネットワークにおいて、遠隔地にあるサーバやルーター等を端末から操作する通信プロトコル、またはそのプロトコルを利用するソフトウェアである。RFC 854で規定されている。

## 概要
Telnetクライアントは、Telnetサーバとの間でソケットを開き、単純なテキストベースの通信を行う。基本的にはポート番号23番を使用する。現在ではリモート端末を操作する事よりも、ポート番号を変えて様々なサービスのデバッグに使われることが多い。

## 脆弱性
認証も含めすべての通信を暗号化せずに平文のまま送信するため、パスワードの窃取は比較的容易である。同様の機能を有する代替プロトコルとしては、情報を暗号化して送信するSSHが知られている。

## その他
UNIXは当初からホストを複数のユーザが同時に使用することを前提に開発されており、IPネットワークやTelnetの登場以前から、シリアルポート等に複数の端末を接続して使用できた。この端末とホストの通信を、IPのネットワーク上で担ったのがTelnetクライアントプログラムと、その通信手順を規定したTelnetプロトコルである。
なお、クライアントによってはVT100などの端末エミュレータとして動作し、テキストモードだけでなく画面モードを実現するものもある。さらに、Telnetプロトコルをバイナリモードで使用し、IBM 3270のデータストリームを転送することでIBM 3270端末をエミュレートするためのTN3270プロトコルも開発された。

## 代表的なTelnetクライアント
- Tera Term
- Xshell
- NCSA Telnet（英語版）
- PuTTY

## TELNETに関連するRFC
- RFC 215 - NCP、ICP、and TELNET 1971年8月
- RFC 736 - TELNET SUPDUP Option 1977年10月
- RFC 764 - TELNET PROTOCOL SPECIFICATIONS 1980年6月
- RFC 854 - TELNET PROTOCOL Specification 1983年5月
- RFC 855 - TELNET OPTION SPECIFICATIONS 1983年5月
- RFC 884 - TELNET TERMINAL TYPE OPTION 1983年12月
- RFC 1205 - 5250 Telnet Interface 1991年2月
- RFC 1372 - Telnet Remote Flow Control Option 1992年10月
- RFC 1408 - Telnet Environment Option 1993年1月
- RFC 1412 - Telnet Authentication:SPX 1993年2月
- RFC 1416 - Telnet Authentication Option 1993年2月
- RFC 2355 - TN3270 Enhancements 1998年6月
- RFC 2946 - Telnet Data Encryption Option 2000年9月